# Колачек (Західнопоморське воєводство)
Колачек (пол. Kołaczek, нім. Neu Kollatz) — село в Польщі, у гміні Полчин-Здруй Свідвинського повіту Західнопоморського воєводства.
У 1975-1998 роках село належало до Кошалінського воєводства.